# Caltabellotta

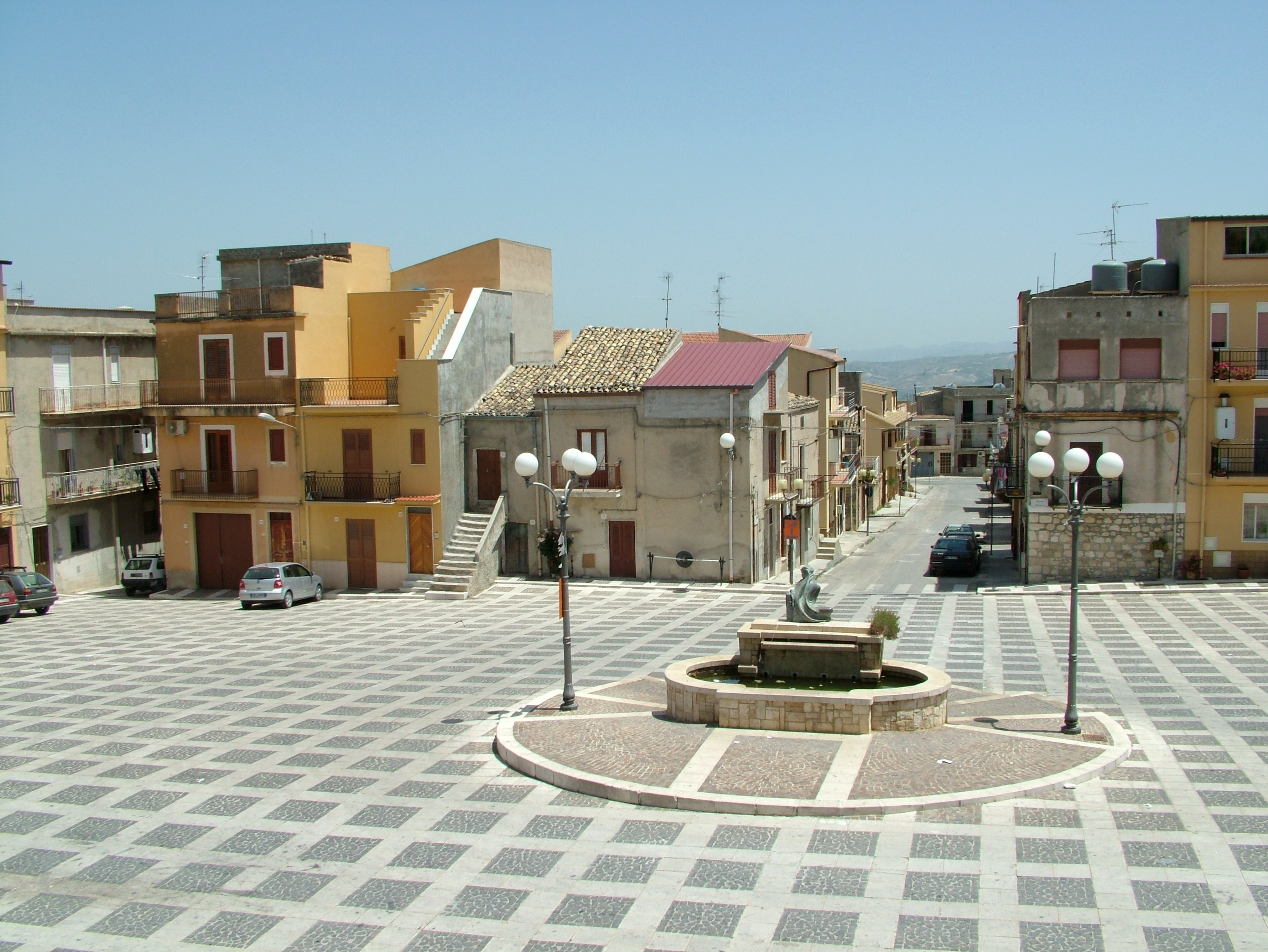
Một quảng trường ở Caltabellotta

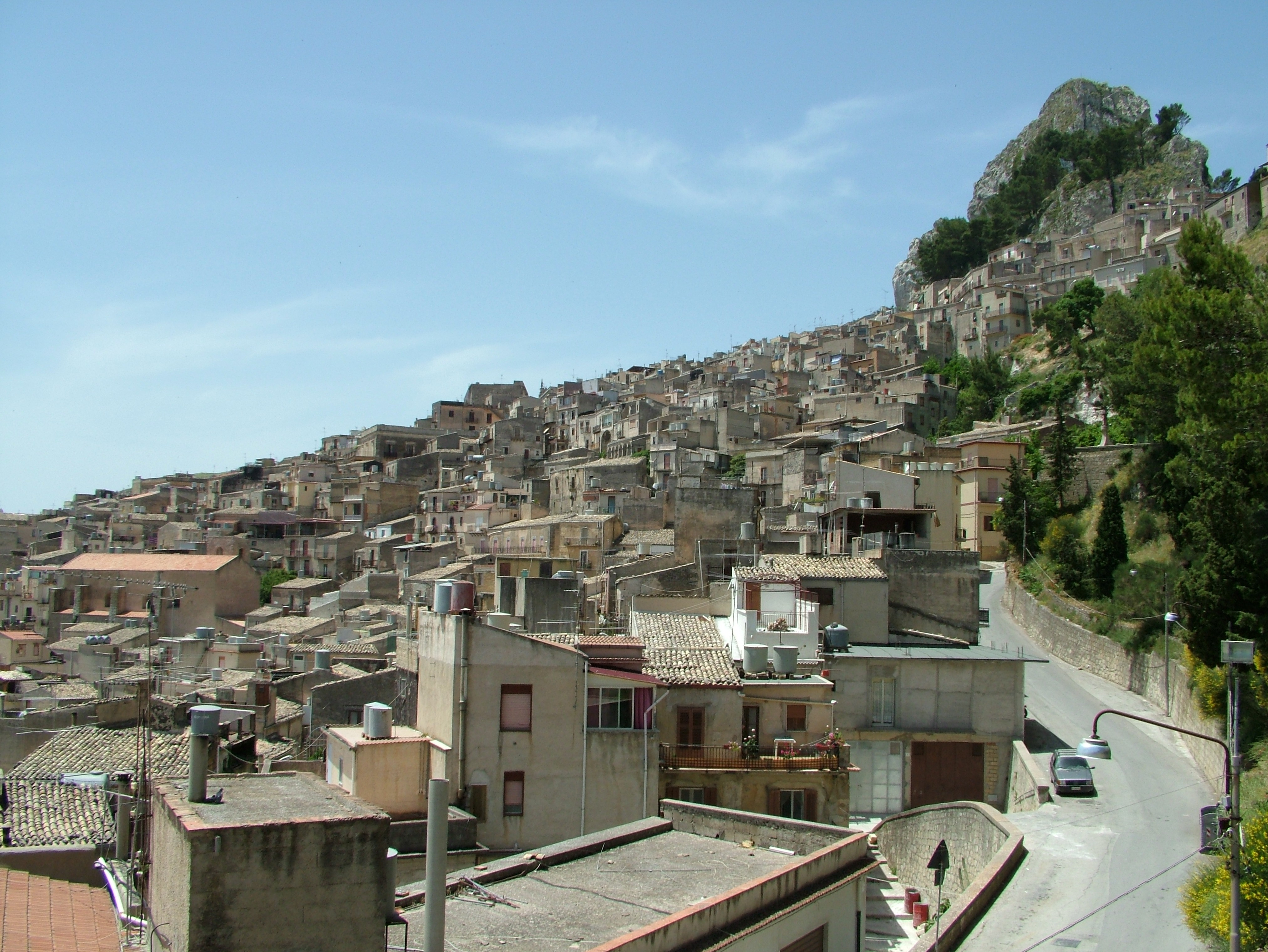
Caltabellotta

Caltabellotta là một đô thị của tỉnh Agrigento ở vùng Sicilia, có vị trí cách khoảng 60 km về phía nam của Palermo và khoảng 45 km về phía tây bắc của Agrigento. Vào thời điểm ngày 31 tháng 12 năm 2004, đô thị này có dân số 4.311 người và diện tích là 123,6 km².
Đô thị Caltabellotta có các frazione (đơn vị trực thuộc) Sant'Anna.
Caltabellotta giáp các đô thị sau: Bisacquino, Burgio, Calamonaci, Chiusa Sclafani, Giuliana, Ribera, Sambuca di Sicilia, Sciacca, Villafranca Sicula.